# Aristolochia glaucifolia
Aristolochia glaucifolia är en piprankeväxtart som beskrevs av Henry Nicholas Ridley. Aristolochia glaucifolia ingår i släktet piprankor, och familjen piprankeväxter. Inga underarter finns listade i Catalogue of Life.